# La scommessa del bandito
La scommessa del bandito (The Bandit's Wager) è un cortometraggio del 1916 diretto da Francis Ford.